# Hans-Peter Vietze
Hans-Peter Vietze (* 15. März 1939 in Dresden; † 9. Oktober 2008) war ein deutscher Mongolist.

## Biografie
Vietze studierte Mongolistik, Turkologie und Altaistik an der Humboldt-Universität in Berlin. 1963 promovierte er mit einer Dissertation zum Thema Der Ausdruck der Mehrzahl in der “Geheimen Geschichte der Mongolen”. 1963 bis 1964 arbeitete er als Dolmetscher und Übersetzer in der Mongolei. 1973 habilitierte er sich mit einer Arbeit zum Thema Theorie und Materialien für die automatische Verarbeitung mongolischer Sprachdaten.
1976 erhielt Vietze eine Professur für Mongolistik an der Humboldt-Universität. In den Folgejahren hatte er Gastprofessuren an der Rikkyō-Universität in Tokio und an der Universität Washington in Seattle inne. Nach dem Anschluss der DDR an die BRD war er der erste frei gewählte Leiter der Abteilung für Asienwissenschaften der Humboldt-Universität.
Anfang der 2000er Jahre arbeitete er als freiberuflicher Übersetzer und Berater u. a. für die Regierung der Bundesrepublik Deutschland und das Bundeskriminalamt. 2002 wurde er zum Mitglied der Nationalen Akademie der Wissenschaften der Mongolei gewählt.

## Werke (Auswahl)
- Deutsch-mongolisches Gesprächsbuch. Leipzig: Enzyklopädie, 1963.
- Lehrbuch der mongolischen Sprache. Leipzig: Enzyklopädie, 1969.
- Wörterbuch Deutsch–Mongolisch. Leipzig: Enzyklopädie, 1981, ³1987.
- Wörterbuch Mongolisch–Deutsch. Leipzig: Enzyklopädie, 1988; ISBN 3-324-00336-9 (ca. 50 000 Einträge).
- Rückläufiges Wörterbuch der mongolischen Sprache. Leipzig: Enzyklopädie, 1976.
- (mit Erich Mater und Herwig Zeuner) Rückläufiges Wörterbuch zu Mangḥol un Niuca Tobca’an (Geheime Geschichte der Mongolen). Leipzig: Enzyklopädie, 1969.
- (mit Ludwig Zenker und Ingrid Warnke) Rückläufiges Wörterbuch der türkischen Sprache. Leipzig: Enzyklopädie, 1975.
- Die grammatischen Mittel und Formen für den Ausdruck der Mehrzahl der Nomina in der Geheimen Geschichte der Mongolen. Dissertation. Berlin: Humboldt-Universität, 1963.
- (Herausgeber) Der Revolutionäre Weg der Mongolischen Volksrepublik zum Sozialismus. Probleme der Umgehung des kapitalistischen Entwicklungsstadiums. Materialien einer wissenschaftlichen Konferenz mit internationaler Beteiligung, die von der Humboldt-Universität zu Berlin in Zusammenarbeit mit der Karl-Marx-Universitat Leipzig und dem Zentralen Rat fur Asien-, Afrika- und Lateinamerikawissenschaften in der DDR vom 16. bis 18. Dezember 1975 in Berlin veranstaltet wurde. Berlin: Akademie, 1978.
- (Herausgeber) Die Mongolische Volksrepublik. Historischer Wandel in Zentralasien. Berlin: Dietz, 1982.
- Mongolische Schriften im Computer. In: Central Asiatic Journal, Bd. 32, Nr. 1/2 (1988), S. 117–130.
- Ein Beispiel der Verarbeitung zentralasiatischer Schriftsysteme in einem Mainframe-Computer. In: Central Asiatic Journal, Bd. 32, Nr. 3/4 (1988), S. 272–278.
- Missetäter in der alten Mongolei. In: Mongolian Studies, Bd. 14, The Hangin Memorial Issue (1991), S. 199–204.
- inu and anu in the Secret History of the Mongols. In: Edward H. Kaplan, Donald W. Whisenhunt (Hg.): Opuscula Altaica. Essays Presented in Honor of Henry Schwarz; S. 651–654.
- The Title of the “Secret History of the Mongols”. In: Central Asiatic Journal, Bd. 39, Nr. 2 (1995), S. 303–309.
- Hinweise für die Vernehmung asiatischer Beschuldigter. Berlin: Dao, 2007.